# Eccellenza Campania 2005-2006
Il campionato italiano di calcio di Eccellenza regionale 2005-2006 è stato il quindicesimo organizzato in Italia. Rappresenta il sesto livello del calcio italiano.
Questi sono i gironi organizzati dal comitato regionale della regione Campania.

## Avvenimenti
Il campionato regionale campano di Eccellenza nel 2005/2006 ha per la prima volta istituito i play off tra le squadre classificate dal secondo al quinto posto di ogni girone per determinare la partecipante alla fase nazionale dei play off. Allo stesso modo sono stati istituiti i play out per le retrocessioni in Promozione; sempre diviso in due gironi, il campionato termina con la promozione in serie D di Ischia per il girone A e Sant'Antonio Abate per il girone B, oltre all'Ippogrifo Sarnese finalista della Coppa Italia nazionale dopo aver vinto la Coppa Italia Campania, e aver perso nella finale nazionale contro l'Esperia Viareggio già promossa in serie D, in quanto vincitrice del proprio raggruppamento regionale.

## Girone A

### Squadre partecipanti
| Club                      | Città (provincia)          | Stadio | Stagione precedente |
| ------------------------- | -------------------------- | ------ | ------------------- |
| A.S.D. Afragolese         | Afragola (NA)              |        |                     |
| U.S. Arzanese             | Arzano (NA)                |        |                     |
| U.S. Boys Caivanese       | Caivano (NA)               |        |                     |
| Capri                     | Capri (NA)                 |        |                     |
| Cicciano                  | Cicciano (NA)              |        |                     |
| Ercolanese                | Ercolano (NA)              |        |                     |
| Internapoli Camaldoli     | Napoli                     |        |                     |
| Ischia                    | Ischia (NA)                |        |                     |
| A.S. Lacco Ameno          | Lacco Ameno (NA)           |        |                     |
| Puteolana                 | Pozzuoli (NA)              |        |                     |
| Quarto                    | Quarto (NA)                |        |                     |
| Rinascita Falchi Rossoblu | Caserta                    |        |                     |
| San Giorgio a Cremano     | San Giorgio a Cremano (NA) |        |                     |
| Succivo                   | Succivo (CE)               |        |                     |
| Virtus Volla              | Volla (NA)                 |        |                     |
| Vollese                   | Volla (NA)                 |        |                     |

### Classifica finale
|  | Pos. | Squadra                   | Pt | G  | V  | N  | P  | GF | GS | DR  |
|  | ---- | ------------------------- | -- | -- | -- | -- | -- | -- | -- | --- |
|  | 1.   | Ischia                    | 64 | 30 | 18 | 10 | 2  | 65 | 33 | +32 |
|  | 2.   | Internapoli Camaldoli     | 59 | 30 | 18 | 5  | 7  | 45 | 22 | +23 |
|  | 3.   | Succivo                   | 55 | 30 | 16 | 7  | 7  | 47 | 33 | +14 |
|  | 4.   | Rinascita Falchi Rossoblu | 52 | 30 | 14 | 10 | 6  | 39 | 27 | +12 |
|  | 5.   | Boys Caivanese            | 52 | 30 | 15 | 7  | 8  | 29 | 24 | +5  |
|  | 6.   | Arzanese                  | 50 | 30 | 13 | 11 | 6  | 34 | 23 | +11 |
|  | 7.   | Quarto                    | 41 | 30 | 11 | 8  | 11 | 41 | 35 | +6  |
|  | 8.   | Ercolanese                | 39 | 30 | 12 | 3  | 15 | 37 | 42 | -5  |
|  | 9.   | Lacco Ameno               | 38 | 30 | 8  | 14 | 8  | 32 | 35 | -3  |
|  | 10.  | Virtus Volla              | 38 | 30 | 11 | 5  | 14 | 37 | 43 | -6  |
|  | 11.  | Capri                     | 35 | 30 | 9  | 8  | 13 | 31 | 34 | -3  |
|  | 12.  | Vollese                   | 35 | 30 | 9  | 8  | 13 | 28 | 37 | -9  |
|  | 13.  | Puteolana                 | 34 | 30 | 7  | 13 | 10 | 36 | 40 | -4  |
|  | 14.  | Afragolese                | 27 | 30 | 5  | 12 | 13 | 35 | 53 | -18 |
|  | 15.  | San Giorgio a Cremano     | 20 | 30 | 4  | 8  | 18 | 21 | 46 | -25 |
|  | 16.  | Cicciano                  | 14 | 30 | 3  | 5  | 22 | 21 | 51 | -30 |

### Spareggi
Tutti gli incontri di Play off e play out regionali si sono disputati in gara unica:

#### Play-off

##### Semifinali
| Squadra 1   | Risultato | Squadra 2                 |
| ----------- | --------- | ------------------------- |
| Internapoli | 0 - 0     | Boys Caivanese            |
| Succivo     | 1 - 1     | Rinascita Falchi Rossoblu |

| Sant’Antonio Abate 24 aprile 2006 | Internapoli Camaldoli | 0 – 0 | Boys Caivanese |  |

| Nocera Inferiore 24 aprile 2006 | Succivo | 1 – 1 | Rinascita Falchi Rossoblu |  |

##### Finale
| Squadra 1   | Risultato | Squadra 2 |
| ----------- | --------- | --------- |
| Internapoli | 2 - 0     | Succivo   |

| Salerno 1 maggio 2006 | Internapoli Camaldoli | 2 – 0 | Succivo |  |

#### Play-out
| Squadra 1             | Risultato | Squadra 2  |
| --------------------- | --------- | ---------- |
| San Giorgio a Cremano | 2 - 0     | Vollese    |
| Puteolana             | 1 - 0     | Afragolese |

| ??? 2006 | San Giorgio a Cremano | 2 – 0 | Vollese |  |

| ??? 2006 | Puteolana | 1 – 0 | Afragolese |  |

### Verdetti finali
- Ischia promosso in serie D
- Internapoli ammesso ai play off nazionali
- Vollese, Afragolese e Cicciano retrocesse in promozione

## Girone B

### Squadre partecipanti
| Club                         | Città (provincia)        | Stadio | Stagione precedente |
| ---------------------------- | ------------------------ | ------ | ------------------- |
| U.S. Agropoli                | Agropoli (SA)            |        |                     |
| Alba Durazzano Sant'Agata    | Durazzano (BN)           |        |                     |
| Baiano                       | Baiano (AV)              |        |                     |
| A.S. Baronissi Calcio        | Baronissi (SA)           |        |                     |
| Cervinara                    | Cervinara (AV)           |        |                     |
| A.S. Club Battipaglia Calcio | Battipaglia (SA)         |        |                     |
| Eclanese                     | Mirabella Eclano (AV)    |        |                     |
| Gelbilson Cilento            | Vallo della Lucania (SA) |        |                     |
| Giffonese                    | Giffoni Valle Piana (SA) |        |                     |
| Gragnano                     | Gragnano (NA)            |        |                     |
| Ippogrifo Sarnese            | Sarno (SA)               |        |                     |
| Piazzese                     | Montoro Inferiore (AV)   |        |                     |
| Ponte Vitulano               | Ponte (BN)               |        |                     |
| S.S. Sant'Antonio Abate      | Sant'Antonio Abate (NA)  |        |                     |
| Saviano                      | Saviano (NA)             |        |                     |
| Vico Equense                 | Vico Equense (NA)        |        |                     |

### Classifica finale
|  | Pos. | Squadra                       | Pt | G  | V  | N  | P  | GF | GS | DR  |
|  | ---- | ----------------------------- | -- | -- | -- | -- | -- | -- | -- | --- |
|  | 1.   | Sant'Antonio Abate            | 77 | 30 | 24 | 5  | 1  | 61 | 13 | +48 |
|  | 2.   | Gragnano                      | 72 | 30 | 22 | 6  | 2  | 63 | 17 | +46 |
|  | 3.   | Città di Vico Equense         | 59 | 30 | 17 | 8  | 5  | 49 | 26 | +23 |
|  | 4.   | Comprensorio Gelbison Cilento | 53 | 30 | 14 | 11 | 5  | 46 | 27 | +19 |
|  | 5.   | Agropoli                      | 51 | 30 | 15 | 6  | 9  | 30 | 21 | +9  |
|  | 6.   | Battipagliese                 | 43 | 30 | 11 | 10 | 9  | 50 | 41 | +9  |
|  | 7.   | Piazzese                      | 38 | 30 | 10 | 8  | 12 | 24 | 39 | -15 |
|  | 8.   | Giffonese                     | 37 | 30 | 9  | 10 | 11 | 22 | 29 | -7  |
|  | 9.   | Ponte Vitulano                | 37 | 30 | 10 | 7  | 13 | 30 | 39 | -9  |
|  | 10.  | Ippogrifo Sarno               | 36 | 30 | 9  | 9  | 12 | 38 | 33 | +5  |
|  | 11.  | Alba Durazzano S.A.           | 35 | 30 | 8  | 11 | 11 | 30 | 29 | +1  |
|  | 12.  | Baronissi                     | 34 | 30 | 7  | 13 | 10 | 31 | 34 | -3  |
|  | 13.  | Saviano                       | 24 | 30 | 6  | 6  | 18 | 22 | 50 | -28 |
|  | 14.  | Baiano                        | 23 | 30 | 5  | 8  | 17 | 25 | 49 | -24 |
|  | 15.  | Eclanese                      | 18 | 30 | 4  | 6  | 20 | 15 | 55 | -40 |
|  | 16.  | Cervinara                     | 16 | 30 | 2  | 10 | 18 | 12 | 46 | -34 |

### Spareggi
Tutti gli incontri di Play off e play out regionali si sono disputati in gara unica:

#### Semifinali
| Squadra 1          | Risultato | Squadra 2      |
| ------------------ | --------- | -------------- |
| Gragnano           | 4 - 0     | Agropoli       |
| Città Vico Equense | 3 - 2     | Comp. Gelbison |

| Ariano Irpino ??? 2006 | Gragnano | 4 – 0 | Agropoli |  |

| Aversa ??? 2006 | Città Vico Equense | 3 – 2 | Comp. Gelbison |  |

#### Finale
| Squadra 1 | Risultato | Squadra 2          |
| --------- | --------- | ------------------ |
| Gragnano  | 3 - 0     | Città Vico Equense |

| Castellammare di Stabia ??? 2006 | Gragnano | 3 – 0 | Città Vico Equense |  |

#### Play-out
| Squadra 1 | Risultato | Squadra 2 |
| --------- | --------- | --------- |
| Baronissi | 1 - 1     | Eclanese  |
| Saviano   | 1 - 1     | Baiano    |

| ??? 2006 | Baronissi | 1 – 1 | Eclanese |  |

| ??? 2006 | Saviano | 1 – 1 | Baiano |  |

### Verdetti finali
- Sant'Antonio Abate promosso in serie D
- Gragnano ammesso ai play off nazionali
- Baiano, Eclanese e Cervinara retrocesse in promozione